# Fontaine-sous-Préaux
Pour les articles homonymes, voir Fontaine.
Fontaine-sous-Préaux est une commune du Nord-Ouest de la France située dans le département de la Seine-Maritime en Normandie.

## Géographie

### Localisation
Fontaine-sous-Préaux se situe à 15 minutes de Rouen.

### Hydrographie
La commune est située dans le bassin Seine-Normandie. Elle est drainée par le Robec,.

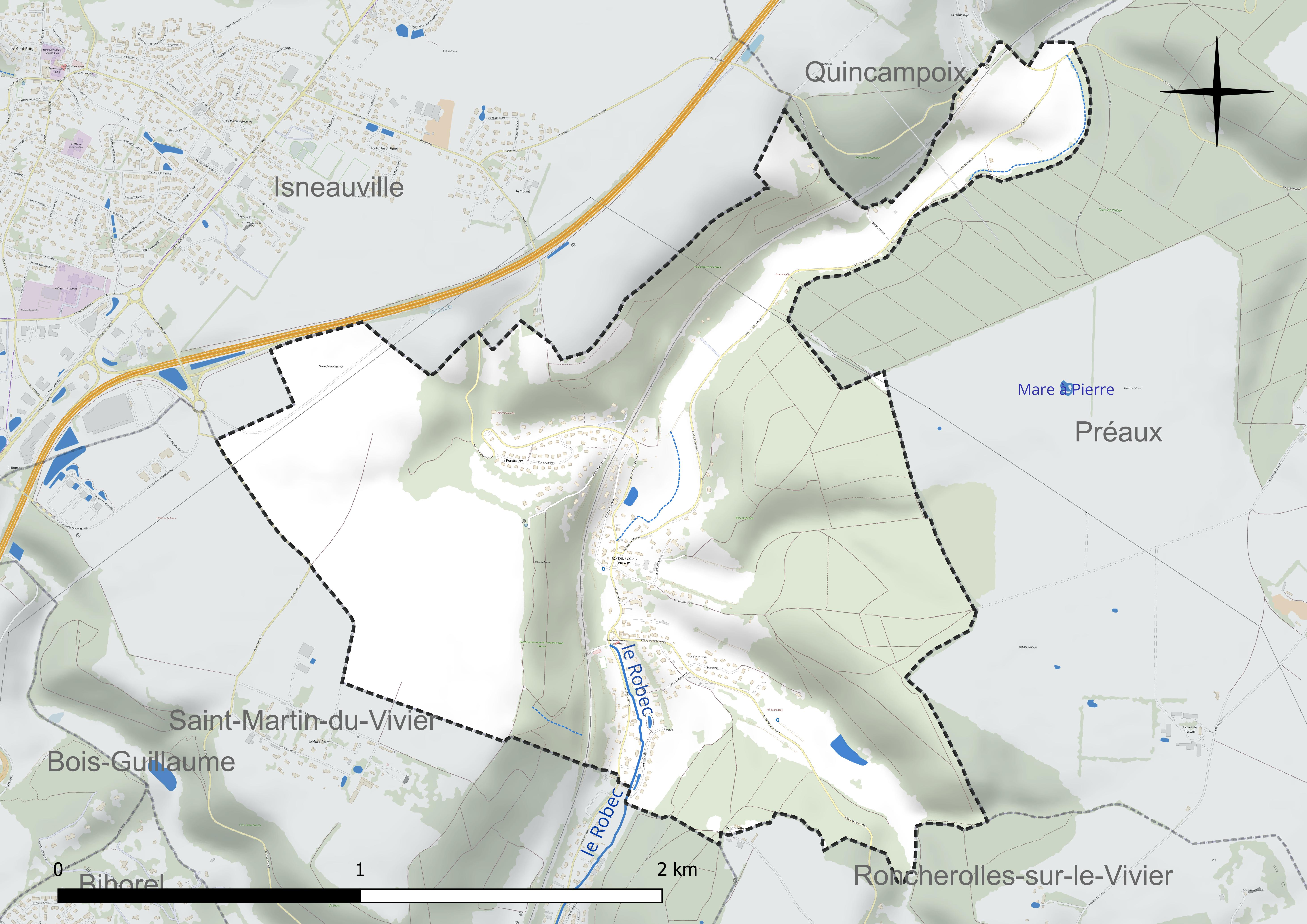
Réseau hydrographique de Fontaine-sous-Préaux.

### Climat
Pour des articles plus généraux, voir Climat de la Normandie et Climat de la Seine-Maritime.
En 2010, le climat de la commune est de type climat des marges montargnardes, selon une étude du CNRS s'appuyant sur une série de données couvrant la période 1971-2000. En 2020, Météo-France publie une typologie des climats de la France métropolitaine dans laquelle la commune est exposée à un climat océanique et est dans la région climatique Côtes de la Manche orientale, caractérisée par un faible ensoleillement (1 550 h/an) ; forte humidité de l’air (plus de 20 h/jour avec humidité relative > 80 % en hiver), vents forts fréquents. Parallèlement le GIEC normand, un groupe régional d’experts sur le climat, différencie quant à lui, dans une étude de 2020, trois grands types de climats pour la région Normandie, nuancés à une échelle plus fine par les facteurs géographiques locaux. La commune est, selon ce zonage, exposée à un « climat maritime », correspondant au Pays de Caux, frais, humide et pluvieux, légèrement plus frais que dans le Cotentin.
Pour la période 1971-2000, la température annuelle moyenne est de 10,5 °C, avec une amplitude thermique annuelle de 13,9 °C. Le cumul annuel moyen de précipitations est de 833 mm, avec 12,8 jours de précipitations en janvier et 8,3 jours en juillet. Pour la période 1991-2020, la température moyenne annuelle observée sur la station météorologique la plus proche, située sur la commune de Rouen à 7 km à vol d'oiseau, est de 12,6 °C et le cumul annuel moyen de précipitations est de 817,9 mm,. Pour l'avenir, les paramètres climatiques de la commune estimés pour 2050 selon différents scénarios d’émission de gaz à effet de serre sont consultables sur un site dédié publié par Météo-France en novembre 2022.

## Urbanisme

### Typologie
Au 1er janvier 2024, Fontaine-sous-Préaux est catégorisée ceinture urbaine, selon la nouvelle grille communale de densité à sept niveaux définie par l'Insee en 2022.
Elle appartient à l'unité urbaine de Rouen, une agglomération inter-départementale regroupant 50  communes, dont elle est une commune de la banlieue,,. Par ailleurs la commune fait partie de l'aire d'attraction de Rouen, dont elle est une commune de la couronne,. Cette aire, qui regroupe 317 communes, est catégorisée dans les aires de 200 000 à moins de 700 000 habitants,.

### Occupation des sols
L'occupation des sols de la commune, telle qu'elle ressort de la base de données européenne d’occupation biophysique des sols Corine Land Cover (CLC), est marquée par l'importance des forêts et milieux semi-naturels (46,6 % en 2018), une proportion sensiblement équivalente à celle de 1990 (46,5 %). La répartition détaillée en 2018 est la suivante : 
forêts (46,6 %), terres arables (33,2 %), prairies (11,2 %), zones urbanisées (9,1 %). L'évolution de l’occupation des sols de la commune et de ses infrastructures peut être observée sur les différentes représentations cartographiques du territoire : la carte de Cassini (XVIIIe siècle), la carte d'état-major (1820-1866) et les cartes ou photos aériennes de l'IGN pour la période actuelle (1950 à aujourd'hui).

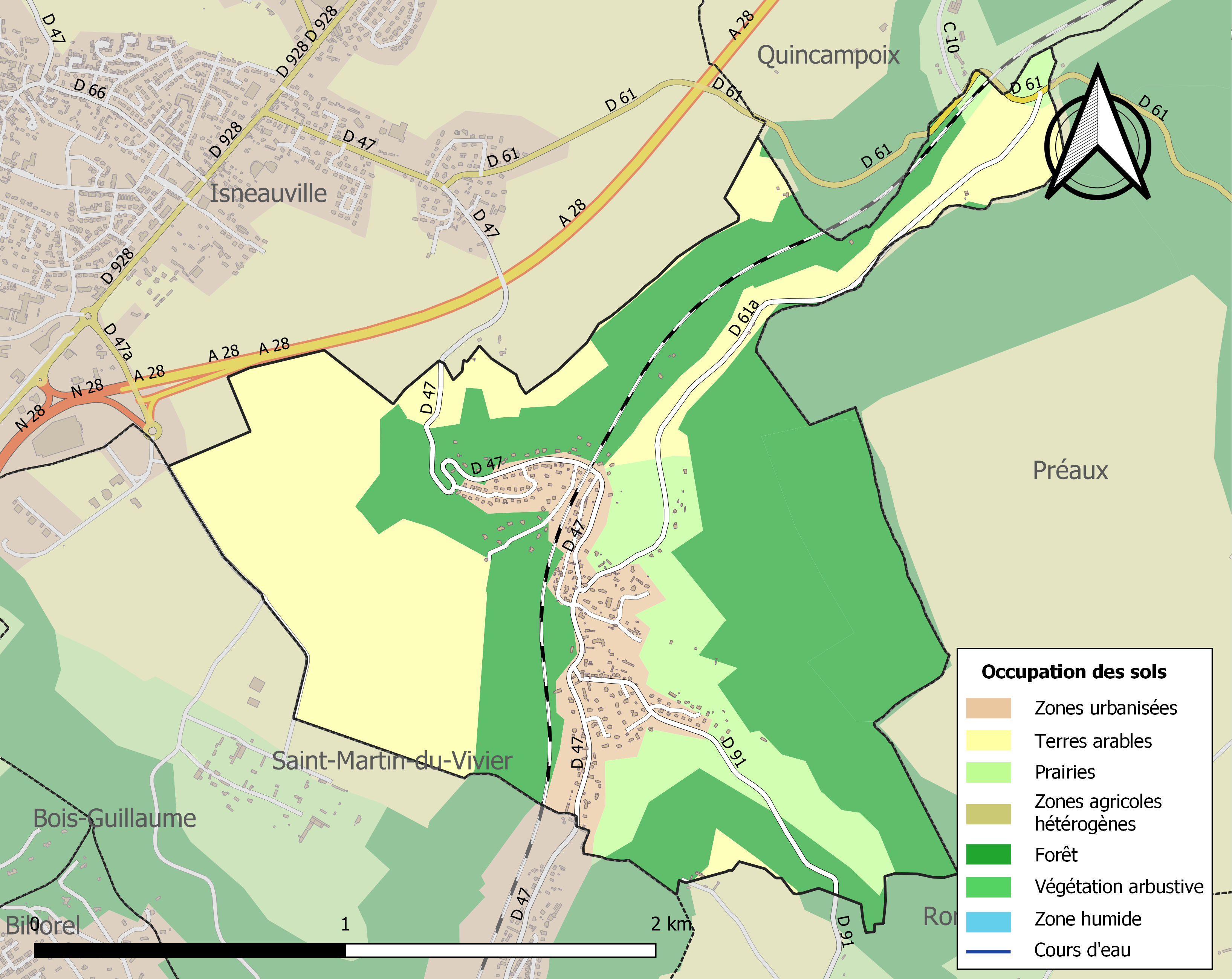
Carte des infrastructures et de l'occupation des sols de la commune en 2018 (CLC).

## Toponymie
La localité, attestée sous la forme Fontaines entre 1185 en 1207, se trouve à la source du Robec.
L’étymologie du lieu indique la présence de sources situées sous le village de Préaux, ce dernier vocable signifiant  « petits prés ».

## Politique et administration

### Liste des maires
| Période                                  | Période                    | Identité       | Étiquette | Qualité                                                                                          |
| ---------------------------------------- | -------------------------- | -------------- | --------- | ------------------------------------------------------------------------------------------------ |
| Les données manquantes sont à compléter. |                            |                |           |                                                                                                  |
| 1971                                     | mars 2001                  | Daniel Beutin  |           |                                                                                                  |
| mars 2001                                | En cours (au 10 août 2020) | Francis Debrey |           | Directeur du développement à Eiffage Construction Haute-Normandie Réélu pour le mandat 2020-2026 |

### Jumelages
- Uelzen (Allemagne) - depuis 1981[18] ;
- Tikaré (Burkina Faso) - depuis 1990[18] ;
- Montcalm/Québec (Canada) - depuis 1995[18] ;
- Baix Camp (Espagne) - depuis 1991[18] ;
- Torgiano (Italie) - depuis 1990[18] ;
- Wejherowo (Pologne) - depuis 1995[18] ;
- Kegworth (Royaume-Uni) - depuis 1989[18].

## Population et société

### Démographie
L'évolution du nombre d'habitants est connue à travers les recensements de la population effectués dans la commune depuis 1793. Pour les communes de moins de 10 000 habitants, une enquête de recensement portant sur toute la population est réalisée tous les cinq ans, les populations de référence des années intermédiaires étant quant à elles estimées par interpolation ou extrapolation. Pour la commune, le premier recensement exhaustif entrant dans le cadre du nouveau dispositif a été réalisé en 2005.

En 2022, la commune comptait 562 habitants, en évolution de +10,85 % par rapport à 2016 (Seine-Maritime : +0,35 %, France hors Mayotte : +2,11 %).
| 1793 | 1800 | 1806 | 1821 | 1831 | 1836 | 1841 | 1846 | 1851 |
| ---- | ---- | ---- | ---- | ---- | ---- | ---- | ---- | ---- |
| 280  | 265  | 299  | 350  | 347  | 318  | 312  | 310  | 227  |

| 1856 | 1861 | 1866 | 1872 | 1876 | 1881 | 1886 | 1891 | 1896 |
| ---- | ---- | ---- | ---- | ---- | ---- | ---- | ---- | ---- |
| 294  | 273  | 275  | 234  | 196  | 166  | 159  | 173  | 166  |

| 1901 | 1906 | 1911 | 1921 | 1926 | 1931 | 1936 | 1946 | 1954 |
| ---- | ---- | ---- | ---- | ---- | ---- | ---- | ---- | ---- |
| 154  | 134  | 130  | 158  | 138  | 163  | 161  | 178  | 213  |

| 1962 | 1968 | 1975 | 1982 | 1990 | 1999 | 2005 | 2006 | 2010 |
| ---- | ---- | ---- | ---- | ---- | ---- | ---- | ---- | ---- |
| 174  | 186  | 263  | 304  | 474  | 464  | 556  | 557  | 510  |

| 2015 | 2020 | 2022 | - | - | - | - | - | - |
| ---- | ---- | ---- | - | - | - | - | - | - |
| 512  | 558  | 562  | - | - | - | - | - | - |

## Culture locale et patrimoine

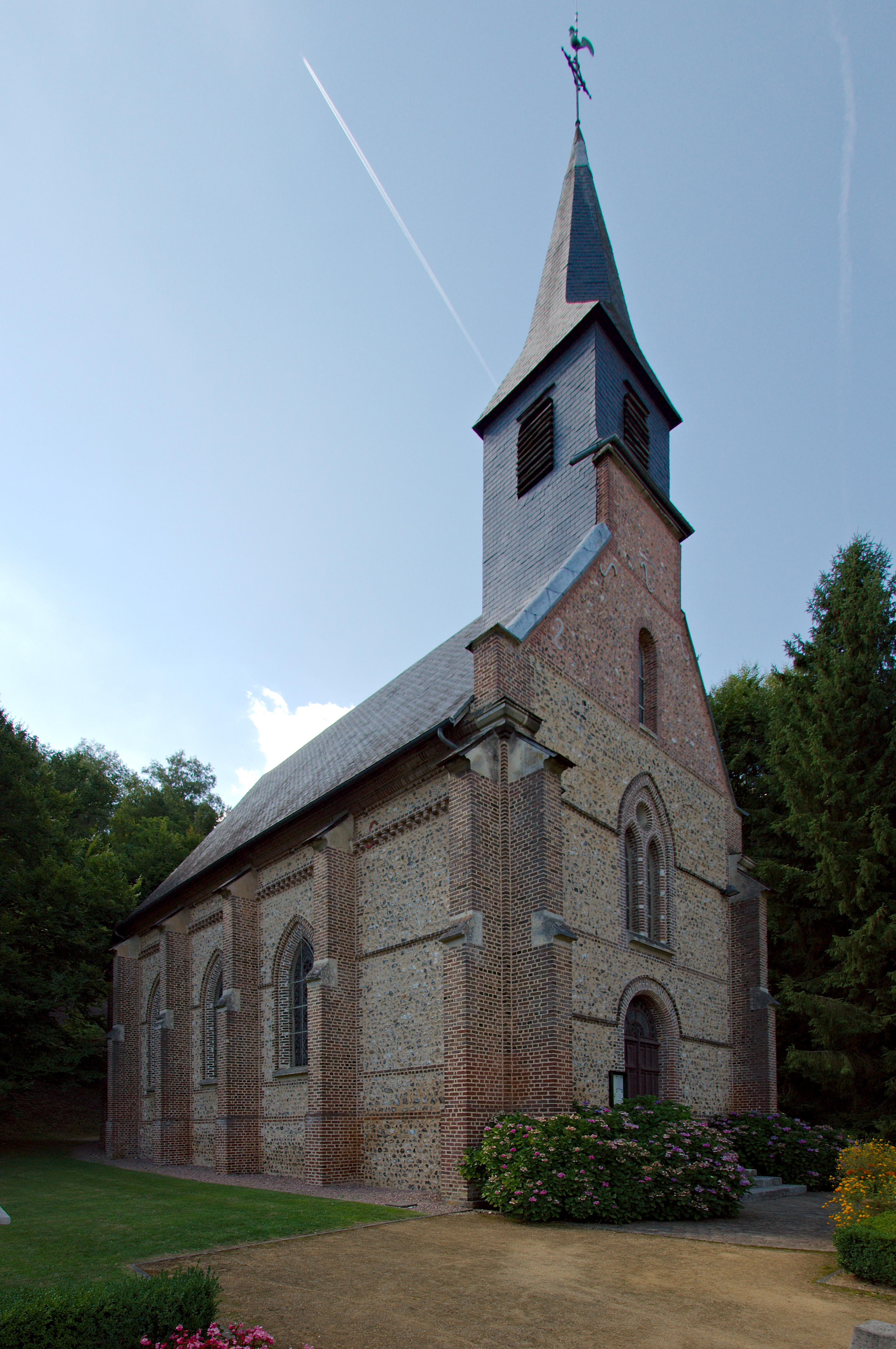
Église Saint-Pierre de Fontaine-sous-Préaux.

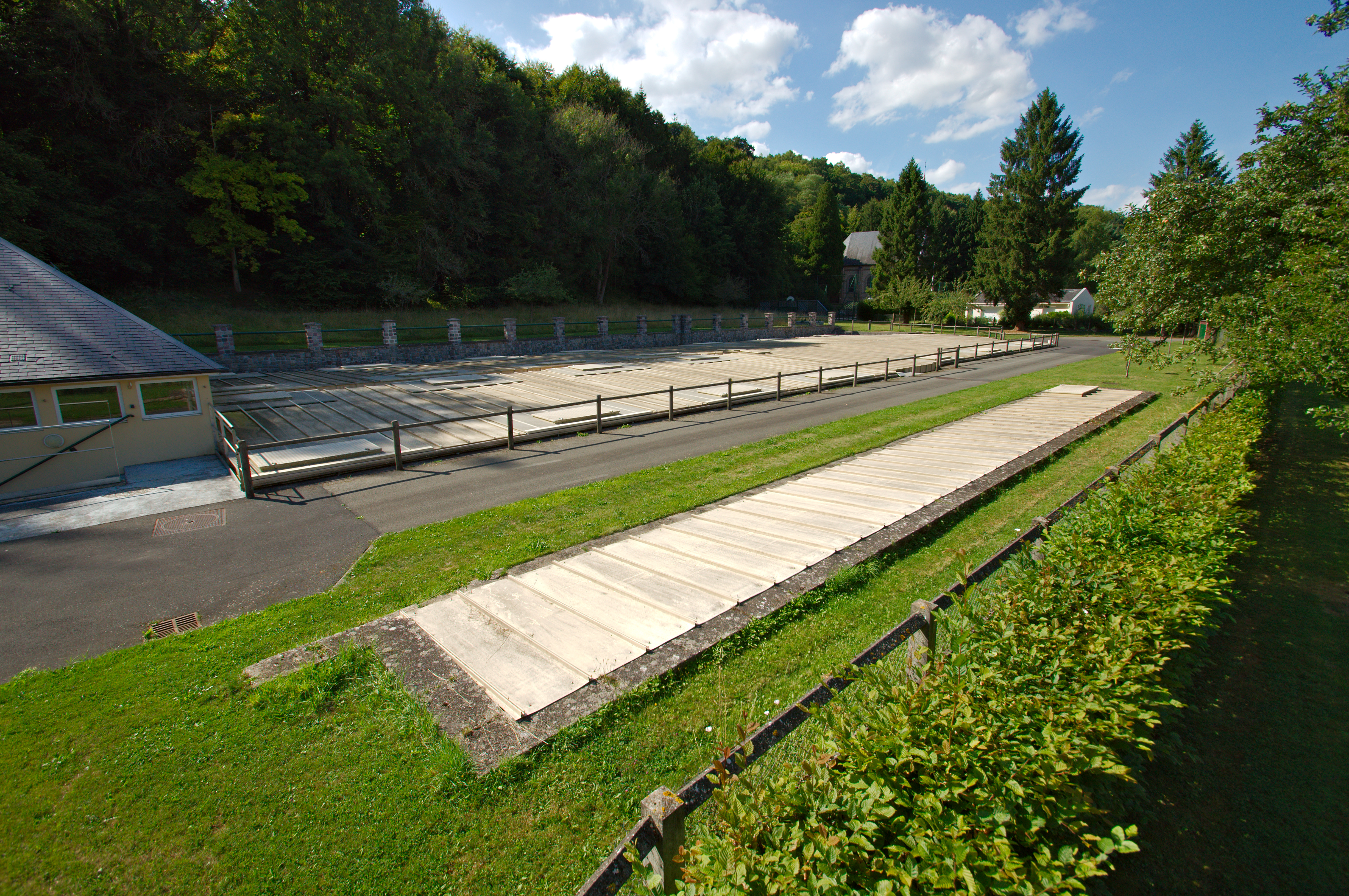
Captation des eaux du Robec à Fontaine-sous-Préaux.

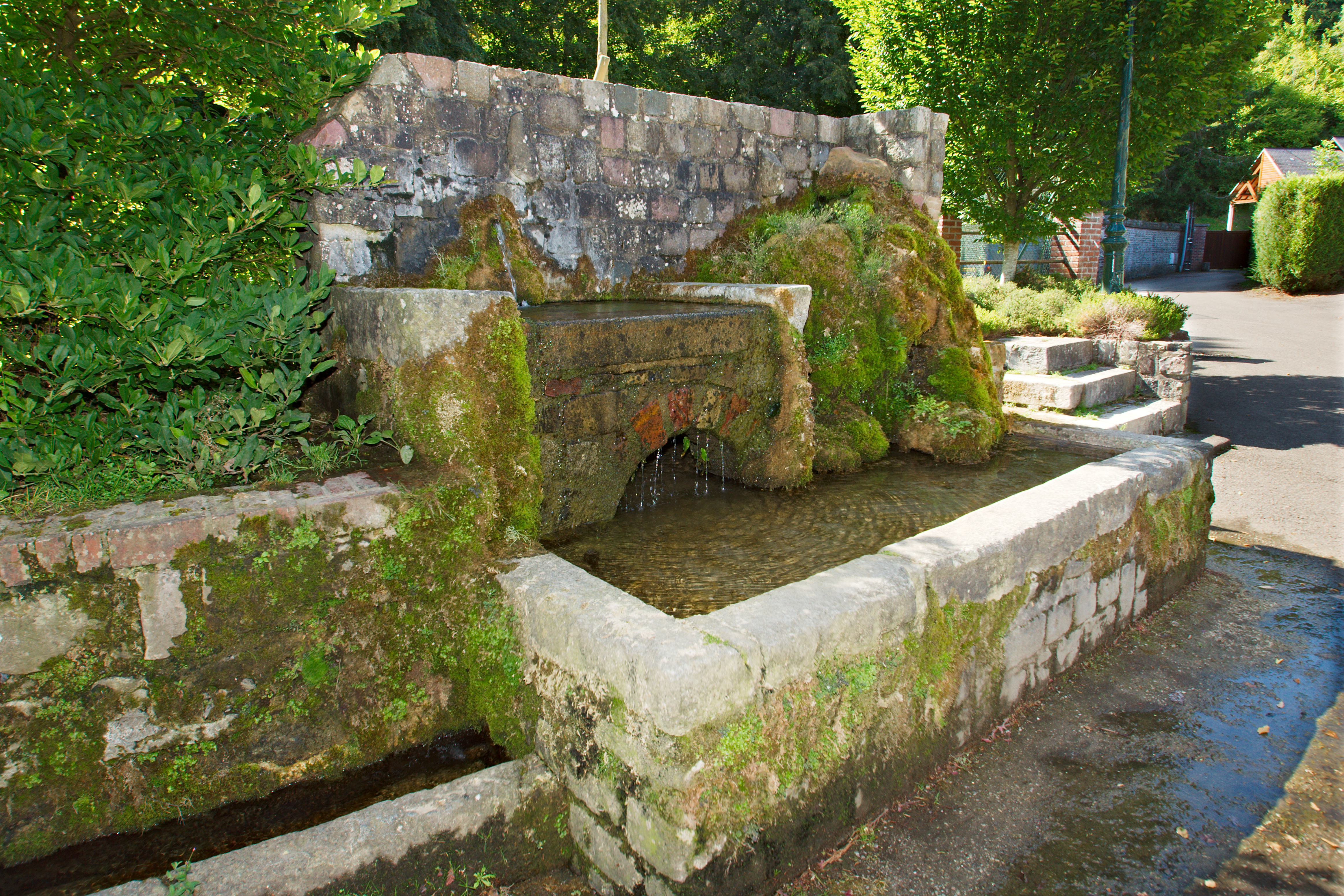
Fontaine de la source du Robec.

### Lieux et monuments
- Mairie de Fontaine-sous-Préaux.
- Église Saint-Pierre, reconstruite en 1847 dans un style néo-gothique.
- Station de captage des eaux du Robec pour la Métropole Rouen Normandie.
- Fontaine de la source du Robec.
- Monument aux morts (1921)[23].

### Personnalités liées à la commune
- Martial Gueroult (1891-1976), philosophe, historien de la philosophie[pourquoi ?]